# 1063 w polityce
Wydarzenia polityczne w 1063 roku.

## Wydarzenia
- Ramiro I, król Aragonii, ginie podczas oblężenia Graus[1].
- Aleksander II wzywa chrześcijan, by udzielili pomocy Hiszpanom w walce z muzułmanami; początek idei krucjat[2].
- Odparcie ataku Pomorzan na Polskę; prawdopodobne przywrócenie zwierzchnictwa polskiego nad Pomorzem Gdańskim[2].

## Zmarli
- Rycheza Lotaryńska[3], wdowa po królu Polski Mieszku II Lambercie.